# Pittosporum pumilum
Pittosporum pumilum är en tvåhjärtbladig växtart som beskrevs av Richard Schodde. Pittosporum pumilum ingår i släktet Pittosporum och familjen Pittosporaceae. Inga underarter finns listade.